# Kraj (Pašman)
Kraj (olaszul: Paese) falu Horvátországban Zára megyében. Közigazgatásilag Pašmanhoz tartozik.

## Fekvése
Zárától légvonalban 24 km-re délkeletre, községközpontjától 2 km-re délre, Pašman szigetének délkeleti részén fekszik. A település központja mintegy 300 méterre fekszik a tengerparttól.

## Története
A régészeti leletek tanúsága szerint területén már az ókorban kikötő működött. A Polačine-öböl déli végén, Krajtól nem messze, 2,5 méter mélységben egy faragott kőtömbökből épített nagy ősi móló maradványai találhatók. A móló vége 120 méterre van a parttól. A part mentén a móló szélessége 35 méter, a végén pedig 6 méter. A móló körül gazdag kulturális réteget találtak, amely az 1. és a 4. század közötti időszakból származik.
A falu a 14. század végén épített ferences kolostor mellett alakult ki. Területe a sziget többi részével együtt a 15. századtól a Velencei Köztársasághoz tartozott. A 18. század végén Napóleon megszüntette a Velencei Köztársaságot. 1797 és 1805 között Habsburg uralom alá került, majd az egész Dalmáciával együtt a Francia Császárság része lett. 1815-ben a bécsi kongresszus újra Ausztriának adta, amely a Dalmát Királyság részeként Zárából igazgatta 1918-ig. A településnek 1880-ban 261, 1910-ben 284 lakosa volt. Az első világháborút követően előbb a Szerb-Horvát-Szlovén Királyság, majd Jugoszlávia része lett. A falunak 2011-ben 281 lakosa volt, akik hagyományosan mezőgazdasággal, állattartással és halászattal, valamint újabban turizmussal foglalkoznak. Kraj az itteni juhsajtról is nevezetes.

## Lakosság
| Lakosság változása | Lakosság változása | Lakosság változása | Lakosság változása | Lakosság változása | Lakosság változása | Lakosság változása | Lakosság változása | Lakosság változása | Lakosság változása | Lakosság változása | Lakosság változása | Lakosság változása | Lakosság változása | Lakosság változása | Lakosság változása |
| ------------------ | ------------------ | ------------------ | ------------------ | ------------------ | ------------------ | ------------------ | ------------------ | ------------------ | ------------------ | ------------------ | ------------------ | ------------------ | ------------------ | ------------------ | ------------------ |
| 1857               | 1869               | 1880               | 1890               | 1900               | 1910               | 1921               | 1931               | 1948               | 1953               | 1961               | 1971               | 1981               | 1991               | 2001               | 2011               |
| 0                  | 0                  | 261                | 250                | 277                | 284                | 0                  | 348                | 331                | 335                | 312                | 312                | 300                | 290                | 287                | 281                |

## Nevezetességei
A kikötő közvetlen közelében áll Szent Dujam ferences kolostora, amely a 14. század végén és a 15. század elején épült gótikus stílusban. Első említése 1370. április 8-án történt abban a végrendeletben, amelyben Fran Grisogono az építéséről rendelkezik. Anyja Pelegrina 1389. augusztus 19-én birtokot adományoz a boszniai ferenceseknek, majd 1392. május 22-én rendelkezik a kolostor és a templom felépítéséről. Az építés maga azonban valószínűleg csak 1394-ben kezdődött meg és a 15. század második felében már működött. 1669-ben barokk stílusban építették át. A kolostor gótikus templomát 1401-ben szentelték fel. Homlokzatának oromzatán Szent Jeromost ábrázoló reneszánsz dombormű és az 1554-es évszám látható, amely az átépítés dátumát jelenti. A templomnak eredetileg három oltára volt. A főoltáron Szűz Mária és Szent Jeromos képe, a bal oldali mellékoltáron Szent Ferenc képe egy nagy feszülettel, a jobb oldalin a Szeplőtelen fogantatás ábrázolása volt látható. 1418-ban Cvitka zárai kereskedő 32 dukátért új képet festett a templomba, valószínűleg a Szűzanyát a kis Jézussal és Keresztelő Szent Jánossal ábrázoló képről van szó. 1848-ban Ljudevit Benčić atya két oltárt készíttet és ezek titulusukat is megváltoztatja. Ezután a három márvány oltár titulusai Szent Dujam és a Skapulárés Szűzanya (főoltár), a Szűzanya és Szent Bonaventura, valamint a Szeplőtelen fogantatás. Ezeken kívül két, fából készített oltára Páduai Szent Antalnak és Szent Sebestyén vértanúnak volt szentelve. Utóbbiakat elmozdították és a kolostorba vitték át. A templomban 1569-től voltak temetkezések. A presbitériumot és a sekrestyét 1912-ben lapokkal burkolták. A mai famennyezet 1959-ben készült. Különösen értékes a kolostor kerengője, a 15. századi Szűzanya a kis Jézussal kép, valamint az Utolsó vacsora ábrázolása a kolostor ebédlőjében. A kerengő egyébként valószínűleg a templom felszentelése után a 16. század első felében épült. A kolostorban múzeum is található, melyben Pašman szigetének történetéről szóló kiállítás, régi könyvek, kéziratok, művészeti alkotások, liturgikus tárgyak és ruhák, kézimunkák, valamint régészeti leletek láthatók.
A Polačine-öböl déli végén, Krajtól nem messze, 2,5 méter mélyen, egy nagyméretű, faragott kőtömbökből építettek ősi móló maradványai láthatók. A móló csúcsa 120 méterre van a parttól. A part mentén a móló 35 méter széles, a csúcsnál pedig 6 méteres. A móló körül gazdag kultúrréteg jött létre, mely az 1. és 4. század közötti időszakból származik.